# Хостикоева, Зинаида Ахматовна
Зинаи́да Ахма́товна Хостико́ева (осет. Хостыхъоты Зинæ; 1937—1995) — известная советская осетинская поэтесса, публицист. Первая профессиональная осетинская поэтесса. Член Союза писателей СССР с 1973 года.

## Биография
Родилась 31 декабря 1937 года в с. Кадгарон, Северной Осетии. В 1962 году окончила Литературный институт им. А. М. Горького в Москве.
Работала в осетинской прессе, в газетах «Молодой коммунист» и «Растдзинад», в журналах «Мах дуг» и «Фидиуаг»,телевидении СОАССР.
Автор многочисленных публикаций по общественно-политической и культурной проблематике в республиканской и союзной печати.
В середине 70-х годов на сцене Северо-Осетинского государственного академического театра им.Тхапсаева , по мотивам её произведений, с успехом шёл спектакль  «Семь дверей одного сердца». 
В 1986 году отправилась в творческую командировку в Демократическую Республику Афганистан. Результатом поездки явились поэма «Сердце свободы» («Сæрибары зæрдæ») и путевые записки «Мои афганские встречи». 
За поэму «Я пришёл к вам горы», посвящённую видному участнику революционных событий на Северном Кавказе Семену Штыбу, удостоена всесоюзной совместной премии Союза писателей СССР, Союза кинематографистов СССР и КГБ СССР.
По праву считается видным представителем осетинских шестидесятников.
Скончалась в начале января 1995 года. Похоронена на Аллее Славы Владикавказа.
В Северной Осетии произведения Зинаиды Хостикоевой включены в школьную программу по осетинской литературе.Её имя присвоено школе  в родном селении Кадгарон

## Книги
- Письма той девушки: Повести и рассказы. — Орджоникидзе: Ир, 1984. — 263 с.
- Мои афганские встречи: Путевые заметки. — Орджоникидзе: Ир, 1988. — 85 с. 3000 экз.
- Звон зари: Стихи и поэмы. Орджоникидзе: Ир, 1988. — 127 с.
- Пока не грянул гром: [Стихи]. — Владикавказ: Ир, 1994. — 215 с.
- Святость: Стихи. — Владикавказ: Ир, 1998. — 254 с.

### Переводы на русский язык
- Заря в моём окне. — Москва: Молодая гвардия, 1962. — 64 с. 2000 экз.
- Песнь водопада: Стихи. / Пер. с осет. С. Кузнецовой. — М.: Советский писатель, 1981. — 71 с. 10000 экз.